# Primera Liga de Croacia 2005-06
La Prva HNL 2005-06 fue la decimoquinta temporada de la Primera División de Croacia. El campeón fue el club Dinamo Zagreb que consiguió su octavo título a nivel nacional.
El torneo se disputa en una primera fase con partidos de ida y regreso para un total de 22 partidos. Posteriormente se jugó una ronda de playoffs con los seis primeros en disputa del campeón de la temporada y clasificación a copas internacionales y con los seis restantes para determinar un equipo descendido a la 2. HNL.
El único equipo descendido la campaña anterior el NK Zadar fue sustituido para esta temporada por el campeón de la 2. HNL el club Cibalia Vinkovci.

## Tabla de posiciones

### Primera fase
|  |     | Equipo               | PJ | PG | PE | PP | GF | GC | DG  | PTS |
|  | --- | -------------------- | -- | -- | -- | -- | -- | -- | --- | --- |
|  | 1.  | Dinamo Zagreb        | 22 | 18 | 2  | 2  | 61 | 11 | +50 | 56  |
|  | 2.  | HNK Rijeka           | 22 | 14 | 3  | 5  | 42 | 28 | +14 | 45  |
|  | 3.  | NK Osijek            | 22 | 10 | 4  | 8  | 25 | 32 | -7  | 34  |
|  | 4.  | Varteks Varaždin     | 22 | 10 | 4  | 8  | 25 | 32 | -7  | 31  |
|  | 5.  | Hajduk Split         | 22 | 7  | 8  | 7  | 28 | 21 | +7  | 29  |
|  | 6.  | Kamen Ingrad Velika  | 22 | 8  | 5  | 9  | 26 | 30 | -4  | 29  |
|  | 7.  | NK Pula              | 22 | 8  | 4  | 10 | 29 | 26 | +3  | 28  |
|  | 8.  | NK Zagreb            | 22 | 8  | 3  | 11 | 19 | 27 | -8  | 27  |
|  | 9.  | Cibalia Vinkovci (A) | 22 | 7  | 5  | 10 | 24 | 35 | -11 | 26  |
|  | 10. | Slaven Belupo        | 22 | 5  | 7  | 10 | 29 | 38 | -9  | 22  |
|  | 11. | Inter Zaprešić       | 22 | 6  | 4  | 12 | 17 | 34 | -17 | 22  |
|  | 12. | Međimurje Čakovec    | 22 | 5  | 6  | 11 | 26 | 43 | -17 | 21  |

|  | Grupo campeonato |
|  | Grupo descenso   |

### Grupo Campeonato
|  |    | Equipo              | PJ | PG | PE | PP | GF | GC | DG  | PTS |
|  | -- | ------------------- | -- | -- | -- | -- | -- | -- | --- | --- |
|  | 1. | Dinamo Zagreb       | 32 | 24 | 4  | 4  | 78 | 21 | +57 | 76  |
|  | 2. | HNK Rijeka          | 32 | 20 | 5  | 7  | 61 | 36 | +25 | 65  |
|  | 3. | Varteks Varaždin    | 32 | 15 | 2  | 15 | 51 | 48 | +3  | 47  |
|  | 4. | NK Osijek           | 32 | 13 | 5  | 14 | 31 | 48 | -17 | 44  |
|  | 5. | Hajduk Split        | 32 | 10 | 10 | 12 | 40 | 35 | +5  | 40  |
|  | 6. | Kamen Ingrad Velika | 32 | 11 | 5  | 16 | 33 | 47 | -14 | 38  |

### Grupo Descenso
|  |     | Equipo               | PJ | PG | PE | PP | GF | GC | DG  | PTS |
|  | --- | -------------------- | -- | -- | -- | -- | -- | -- | --- | --- |
|  | 7.  | NK Pula              | 32 | 13 | 6  | 13 | 44 | 36 | +8  | 45  |
|  | 8.  | Slaven Belupo        | 32 | 10 | 11 | 11 | 46 | 48 | -2  | 41  |
|  | 9.  | NK Zagreb            | 32 | 11 | 4  | 17 | 26 | 43 | -17 | 37  |
|  | 10. | Cibalia Vinkovci (A) | 32 | 9  | 10 | 13 | 33 | 47 | -14 | 37  |
|  | 11. | Međimurje Čakovec    | 32 | 9  | 9  | 14 | 40 | 51 | -11 | 36  |
|  | 12. | Inter Zaprešić       | 32 | 8  | 7  | 17 | 30 | 53 | -23 | 31  |

- (A) : Ascendido la temporada anterior.

|  | Campeón y clasificado a la Liga de Campeones de la UEFA 2006-07. |
|  | Clasificado a la Copa de la UEFA 2006-07.                        |
|  | Playoffs de Promoción-Descenso.                                  |
|  | Desciende a la 2. HNL 2006-07.                                   |

### Promoción
El Međimurje Čakovec mantuvo su lugar en la máxima categoría, al no obtener una licencia el NK Belišce para competir en Primera División, y no ser necesaria la disputa de ambos partidos.
|  | Međimurje Čakovec | vs. | NK Belišce |  |  |

|  | NK Belišce | vs. | Međimurje Čakovec |  |  |

## Máximos Goleadores
| Posic. | Jugador      | Club          | Goles |
| ------ | ------------ | ------------- | ----- |
| 1      | Ivan Bošnjak | Dinamo Zagreb | 22    |

Fuente: 1.hnl.net